# Tvåtjärnarna (Rätans socken, Jämtland)
Tvåtjärnarna är en sjö i Bergs kommun i Jämtland och ingår i Ljungans huvudavrinningsområde.